# Ландуа, Германн
Германн Ландуа (нем. Hermann Landois; 19 апреля 1835, Мюнстер — 29 января 1905, Мюнстер) — германский зоолог.

## Биография
Родился в 1835 году. Сын чиновника. Брат физиолога Леонарда Ландуа.
Изучал богословие и естествознание, был с 1865 года учителем гимназии в Мюнстере, в 1869 году стал приват-доцентом в тамошней академии, в 1873 году профессором зоологии.

## Труды
Кроме статей в различных изданиях напечатал «Thierstimmen» (Фрейбург в Бремене, 1874); вместе с Альтумом: «Lerbuch der Zoologie» (5-е изд., Фрейбург, 1883); с Красом (Krass): «Der Mensch und die drei Reiche der Natur» (3 части, Фрейбург: 1 ч. 10-е изд., 1892; 2 ч. 6-е изд., 1891; 3 ч. 4-е изд., 1889); обширное и богато иллюстрированное сочинение «Westfalens Tierleben in Wort und Bild» (3 т., Падерборн, 1884—92). Кроме научных работ, написал на мюнстерском наречии беллетристическое произведение: «Frans Essink, sien Liäwen un Driewen». В 1890 году издал в Падерборне «Annette von Drost-Hülshoff als Naturforscherin».